# Eduardo Estíbariz
Eduardo Estívariz Ruiz de Eguilaz, conosciuto come Estibariz (Vitoria, 27 maggio 1966), è un ex calciatore spagnolo, di ruolo difensore.

## Carriera

### Calciatore
Cresce calcisticamente con l'Aurrerá Vitoria, società con cui esordisce con la squadra riserve nella stagione 1984-1985.
L'anno successivo passa all'Alaves e dopo due stagioni al Sestao.
Nel corso della stagione 1988-1989 viene acquistato dall'Athletic Bilbao, con cui debutta nella Primera División spagnola l'11 febbraio 1989 in Athletic Bilbao-Atletico Madrid 1-1. Con i rojiblancos resta nove stagioni, nelle quali disputa 148 partite (125 in campionato), per trasferirsi al Rayo Vallecano nel 1997-1998.
Dopo tre stagioni ritorna all'Aurrerá Vitoria, dove conclude la carriera.
Conta una presenza con la Selezione di calcio dei Paesi Baschi.

### Dirigente
Entra a farne parte ricoprendo il ruolo di responsabile della preparazione fisica del centro tecnico di Lezama, sede del settore giovanile del team basco.